# Ana Arruda Callado
Ana Araújo de Arruda Albuquerque -más conocida como Ana Arruda Callado- (Recife, 19 de mayo de 1937) es una periodista, escritora, traductora, editora y académica brasileña conocida no solo por su faceta literaria, sino que además, por ser la primera mujer en dirigir la redacción de un periódico en Brasil.
Es consejera de la Asociación Brasileña de la Prensa y miembro del PEN Club de Brasil. Entre sus libros, además de artículos y traducciones, están las biografías de mujeres como Darcy Vargas y Maria Martins. 
Es viuda del escritor Antônio Calado, con quien se casó en 1977 y al que dedicó su novela Reflexos do Baile.

## Carrera

### Periodismo
Se graduó en periodismo de la Universidad Federal de Río de Janeiro en 1957. Después de una pasantía en la Tribuna da Imprensa,  comenzó su carrera profesional como reportera para el Jornal do Brasil. En 1958, recibió el Premio Herbert Moses por la serie de reportajes titulada Reforma Agrária: todo mundo fala, mas ninguém faz; un año después recibió una mención de honor del Premio Esso por otra serie dedicada a los niños de la calle y que publicó en el Jornal do Brasil
En 1962, dejó Jornal do Brasil para asumir nuevas labores en la Tribuna da Imprensa. En 1966, quebró un tabú en el periodismo brasileño al asumir el cargo de redactora jefe de dicho diario carioca: nunca antes una mujer había dirigido un equipo de periodistas en Brasil.
Formó parte del equipo que creó el periódico alternativo O Sol, que se lanzó en septiembre de 1967 como un suplemento de Jornal dos Sports, aunque dos meses después pasó a circular de forma independiente.
También trabajó en la revista Revista Senhor y en los programas de televisión Jornal de Vanguarda y Squire, ambos emitodos por TV Rio.

### Carrera académica
En la década de 1970 comenzó a dictar clases de periodismo en la Universidad Federal de Río de Janeiro, en la que obtuvo además un doctorado en Comunicación Social. También fue profesora en la Universidad Federal Fluminense y en la Pontificia Universidad Católica de Río de Janeiro.
En la década de 1990, fue coordinadora de la revista Estudos Feministas de la Universidad Federal de Santa Catarina. Por otro lado, y también en el ámbito académico, asumió el cargo de directora adjunta de Pregrado ECO/UFRJ y participó en los comités evaluativos del Examen Nacional de Cursos de Periodismo, realizado por el Ministerio de Educación.

### Literatura
Ana Arruda Callado es la autora de las biografías Dona Maria José sobre Maria José Barboza Lima (1995), Jenny, amazona, valquíria e vitória-régia sobre la escritora Jenny Pimentel de Borba (1996), Adalgisa Nery (2004), Maria Martins, uma biografia (2004) y Darcy, a outra face de Vargas sobre Darcy Vargas. También escribió la novela policial Elas são de morte. 
En 2011, escribió el guion Pedro Mico, una adaptación del cómic de la novela de Anthony Calado, cuya portada fue diseñada por Ney Megale y publicado por Nova Fronteira.